# Горець (вірш)
«Горець» (або «Кремлівський горець»: «Мы живем, под собою не чуя страны…») — вірш Осипа Мандельштама, листопада 1933 року, один з найбільш знаменитих віршів XX століття, епіграма, присвячена «кремлівському горцю» Сталіну.

## Історія створення
У 1930 роках був час повного контролю над особистістю у СРСР і в країні був сильно розвинений культ особи Сталіна. Багато Радянських письменників вихваляли правителя СРСР. У такий час було придумано сміливий вірш, який в підсумку коштував життя автору. Вірш був написаний після того як Осип Емільович бачив найсильніший кримський голод. Авторства свого Осип Мандельштам не приховував, і після свого арешту готувався до розстрілу.
 Мы живем, под собою не чуя страны,

 Наши речи за десять шагов не слышны,

 А где хватит на полразговорца,

 Там припомнят кремлёвского горца.

 Его толстые пальцы, как черви, жирны,

 И слова, как пудовые гири, верны,

 Тараканьи смеются глазища

 И сияют его голенища.

 А вокруг него сброд тонкошеих вождей,

 Он играет услугами полулюдей.

 Кто свистит, кто мяучит, кто хнычет,

 Он один лишь бабачит и тычет,

 Как подкову, дарит за указом указ — 

 Кому в пах, кому в лоб, кому в бровь, кому в глаз.

 Что ни казнь у него — то малина,

 И широкая грудь осетина.

### Значення слів
- Горець — Сталін.
- Малина — слово зі злочинного жаргону в пам'ять того, що Сталін у молодості був частиною злочинного світу, коли носив псевдонім «Коба»[3]
- Осетин — Сталін. Сталін був родом з міста Горі поблизу Південної Осетії[3].

### Формат
Вірш написаний тристопним анапестом з пірихієм.

## Фільмографія
- Історичні хроніки. 1934 рік — Осип Мандельштам
- Історичні хроніки. 1982 рік — Юрій Андропов